# Issun-bōshi
El xic d'una polzada (一寸法師 Issun-bōshi) és el tema d'un conte de fades del Japó. Aquesta història es pot trobar al vell llibre japonès il·lustrat Otogizōshi, i ha estat contat de diverses formes en tot el món.